# Rancho (Einheit)
Rancho war ein mexikanisches Flächenmaß und die Quadratmeile.
- 1 Rancho = 4 Cuadere/Cuadero deganado[1] = 17,5561 Quadratkilometer
- 5 Rancho = 1 Hacienda = 87,7805 Quadratkilometer